# Зонта, Рикардо
Рика́рдо Луи́с Зо́нта (порт. Ricardo Luiz Zonta) — бразильский автогонщик, чемпион серий Формула-3000 и FIA GT. С 1999 по 2005 годы периодически выступал в Формуле-1, был тест-пилотом ряда команд.

## Ранняя карьера
Зонта родился в бразильской Куритибе и начал карьеру с картинга в 1987 и победил в первой же гонке. На следующий год он стал вице-чемпионом чемпионата Куритибы по картингу и в 1991 он выиграл титул. Он оставался в картинге вплоть до 1992 и занял четвёртое место в чемпионате Сан-Паулу по картингу перед уходом в серии с открытыми колёсами в 1993. Он финишировал шестым в бразильском чемпионате Формулы-Шевроле и позднее в 1994, стал пятым в Бразильской Формуле-3. Спустя год Зонта выиграл бразильский и южноамериканский чемпионаты.
Отправившись в Европу в 1996, Зонта принял участие в Формуле-3000 за команду Draco Racing, где он выиграл две гонки и занял четвёртое место в итоговом зачёте. В том же году он стал первым бразильцем, который выступил в чемпионате International Touring Cars с Mercedes. В 1997 он выиграл три гонки в Формуле-3000 и это принесло ему чемпионский титул. Также он получил награду «Золотой шлем» (англ. Golden Helmet), в качестве лучшего международного гонщика за его успехи. Команда Формулы-1 Jordan подписала с ним контракт на должность тест-пилота после его победы в чемпионате, а в 1998 он подписал контракт с боссом McLaren Роном Деннисом. Бразилец провёл тесты с командой McLaren в 1998 году, а также выиграл чемпионат FIA GT (класс GT1) и снова получил награду «Золотой шлем» в номинации «всемирное выдающееся положение».
В октябре 1998 года, сразу после победы в чемпионате FIA GT Зонта подписал контракт с командой Формулы-1 B.A.R., в качестве основного пилота команды, после отказа от предложений Jordan и Sauber.

## Карьера в Формуле-1

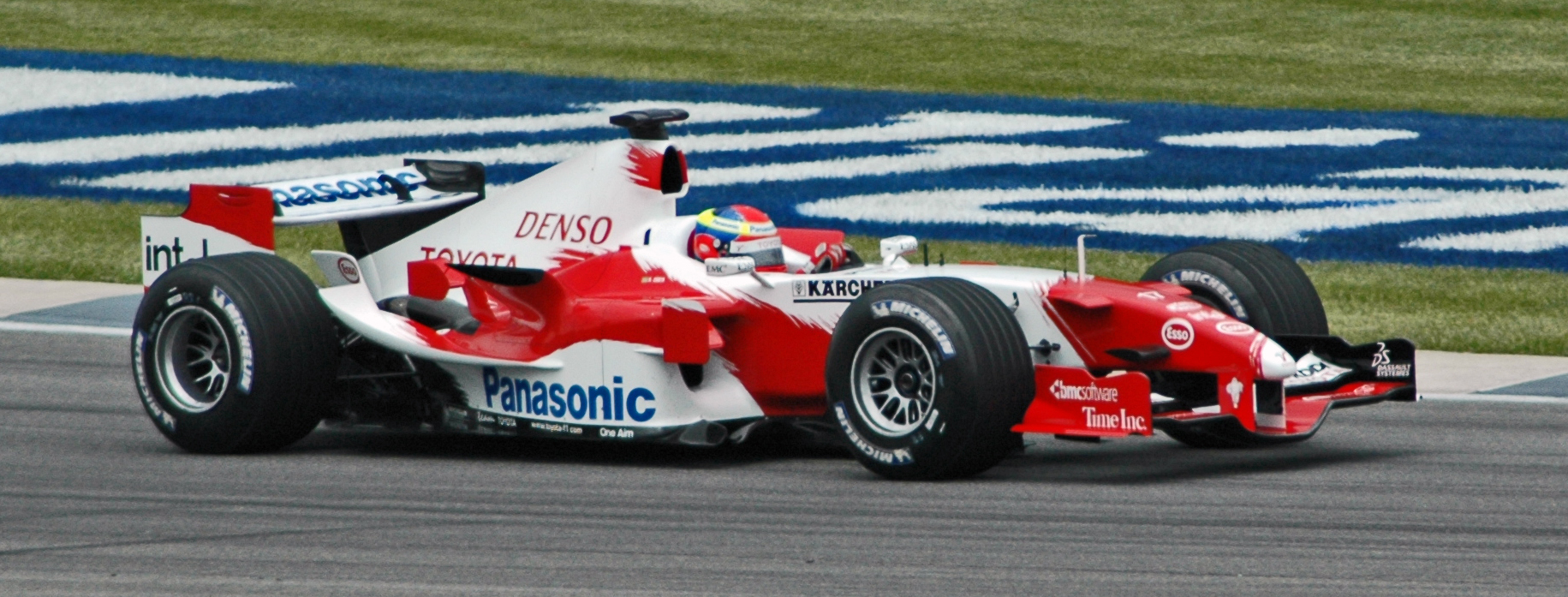
Зонта заменяет травмированного Ральфа Шумахера на квалификации Гран-при США 2005 года.

В 1999 дебютировал в Формуле-1 в новой команде B.A.R., став напарником чемпиона 1997 года Жака Вильнёва. Однако уже на свободных заездах второй гонки, Гран-при Бразилии, Рикардо повредил связку левой ноги и выбыл из чемпионата на три этапа. Позже он попал в серьёзную аварию в Бельгии, и за весь сезон не набирал очков — как, впрочем, и его напарники по команде. Бразилец остался с BAR на сезон 2000, и своё первое очко в Формуле-1 он заработал на открывавшем сезон Гран-при Австралии. Его следующая серьёзная авария произошла из-за поломки передней подвески на тестах в Сильверстоуне, но он смог завершить сезон и набрал очки на Гран-при Италии и США, завершив сезон на 14-й позиции в личном зачёте. В сезоне 2001 года в BAR бразильца заменил Оливье Панис, а Зонта стал третьим пилотом команды Jordan. По ходу сезона он заменял травмированного Хайнц-Харальда Френтцена на Гран-при Канады и после увольнения немца на Гран-при Германии, но на оставшуюся часть сезона его контракт не продлили. В 2002 он решил сфокусироваться на Telefónica World Series, где стал чемпионом. В 2003 году Зонта был нанят в качестве тест-пилота команды Toyota, и остался там в 2004. В конце сезона команда уволила Кристиано да Матту, и место на четыре Гран-при досталось Зонте, до того момента как команда наняла Ярно Трулли. Однако, команда разрешила Рикардо выступить на домашнем Гран-при Бразилии, где он финишировал 13-м. Зонта остался в должности тест-пилота Toyota и в 2005 году, вместе с французскими ветераном Оливье Панисом. На Гран-при США он заменил травмированного Ральфа Шумахера, и занял его место на старте, однако, Toyota, как и остальные шесть команд, обслуживаемые Michelin, не участвовали в гонке из-за соображений безопасности. 2006 год Зонта вновь провёл в качестве тест-пилота команды Toyota.
6 сентября 2006 было объявлено, что Рикардо Зонта станет тест-пилотом команды Renault в сезоне 2007.
В 2007 Зонта присоединился к серии Stock Car Brasil, параллельно работая с Renault.
В 2008 бразилец начал свою карьеру в гонках спорткаров с 24 часов Ле-Мана с командой Peugeot Sport, управляя машиной #9 вместе с Франком Монтаньи и тест-пилотом команды BMW Sauber Формулы-1 Кристианом Клином. Также он принял участие в американском чемпионате Grand Am с командой Krohn Racng и в серии Stock Car Brazil за команду Panasonic Racing.

## Результаты выступлений в Формуле-1
| Легенда к таблице |                                                                    |
| --- | ------------------------------------------------------------------ |
| В таблице перечислены результаты всех Гран-при Формулы-1, в которых принимал участие гонщик. Строками таблицы являются сезоны, столбцами — этапы чемпионата мира. В каждой клетке указаны сокращённое название этапа и результат, дополнительно обозначенный цветом. Расшифровка обозначений и цветов представлена в нижеследующей таблице. |                                                                    |
| \| Пример \| Описание \| \| ------------ \| ------------------------------------------------------------------ \| \| 1 \| Победитель \| \| 2 \| Второе место \| \| 3 \| Третье место \| \| 5 \| Финишировал, заработав очки \| \| Сход \| Не финишировал, но при этом заработал очки \| \| 12 \| Финишировал, не получив очков \| \| НКЛ \| Финишировал, но не попал в финальную классификацию \| \| 15 \| Участвовал вне зачёта, либо по отдельной классификации \| \| 18 \| Не финишировал, но попал в финальную классификацию \| \| Сход \| Не финишировал \| \| НКВ \| Не прошёл квалификацию \| \| НПКВ \| Не прошёл предквалификацию \| \| ДСК \| Дисквалифицирован \| \| ИСК \| Исключён из протокола соревнований \| \| ТТ \| Заявлен для участия только в тренировках \| \| НС \| Участвовал в квалификации, но не стартовал в гонке \| \| Т \| Травмирован или болен \| \| ОТК \| Отказ от участия \| \| НТР \| Прибыл на соревнования, но на трассу не выезжал \| \| НПР \| Был заявлен в числе участников, но не прибыл к началу соревнований \| \| О \| Соревнования отменены \| \| \| Не участвовал \| \| Поул-позиция \| \| \| Быстрый круг \| \| |                                                                    |
| Пример | Описание                                                           |
| 1 | Победитель                                                         |
| 2 | Второе место                                                       |
| 3 | Третье место                                                       |
| 5 | Финишировал, заработав очки                                        |
| Сход | Не финишировал, но при этом заработал очки                         |
| 12 | Финишировал, не получив очков                                      |
| НКЛ | Финишировал, но не попал в финальную классификацию                 |
| 15 | Участвовал вне зачёта, либо по отдельной классификации             |
| 18 | Не финишировал, но попал в финальную классификацию                 |
| Сход | Не финишировал                                                     |
| НКВ | Не прошёл квалификацию                                             |
| НПКВ | Не прошёл предквалификацию                                         |
| ДСК | Дисквалифицирован                                                  |
| ИСК | Исключён из протокола соревнований                                 |
| ТТ | Заявлен для участия только в тренировках                           |
| НС | Участвовал в квалификации, но не стартовал в гонке                 |
| Т | Травмирован или болен                                              |
| ОТК | Отказ от участия                                                   |
| НТР | Прибыл на соревнования, но на трассу не выезжал                    |
| НПР | Был заявлен в числе участников, но не прибыл к началу соревнований |
| О | Соревнования отменены                                              |
| | Не участвовал                                                      |
| Поул-позиция |                                                                    |
| Быстрый круг |                                                                    |

| Сезон | Команда                        | Шасси         | Двигатель    | Ш | 1        | 2        | 3        | 4        | 5        | 6        | 7        | 8        | 9        | 10       | 11       | 12       | 13       | 14       | 15       | 16       | 17       | 18       | 19       | Место | Очки |
| ----- | ------------------------------ | ------------- | ------------ | - | -------- | -------- | -------- | -------- | -------- | -------- | -------- | -------- | -------- | -------- | -------- | -------- | -------- | -------- | -------- | -------- | -------- | -------- | -------- | ----- | ---- |
| 1999  | British American Racing        | BAR 01        | Supertec V10 | B | АВС Сход | БРА НКВ  | САН Т    | МОН Т    | ИСП Т    | КАН Сход | ФРА 9    | ВЕЛ Сход | АВТ 15   | ГЕР Сход | ВЕН 13   | БЕЛ Сход | ИТА Сход | ЕВР 8    | МАЛ Сход | ЯПО 12   |          |          |          | 22    | 0    |
| 2000  | Lucky Strike Reynard BAR Honda | BAR 002       | Honda V10    | B | АВС 6    | БРА 9    | САН 12   | ВЕЛ Сход | ИСП 8    | ЕВР Сход | МОН Сход | КАН 8    | ФРА Сход | АВТ Сход | ГЕР Сход | ВЕН 14   | БЕЛ 12   | ИТА 6    | США 6    | ЯПО 9    | МАЛ Сход |          |          | 14    | 3    |
| 2001  | B&H Jordan Honda               | Jordan EJ11   | Honda V10    | B | АВС      | МАЛ      | БРА      | САН      | ИСП      | АВТ      | МОН      | КАН 7    | ЕВР      | ФРА      | ВЕЛ      | ГЕР Сход | ВЕН      | БЕЛ      | ИТА      | США      | ЯПО      |          |          | 19    | 0    |
| 2004  | Panasonic Toyota Racing        | Toyota TF104B | Toyota V10   | M | АВС тест | МАЛ тест | БАХ тест | САН тест | ИСП тест | МОН тест | ЕВР тест | КАН тест | США тест | ФРА тест | ВЕЛ тест | ГЕР тест | ВЕН Сход | БЕЛ 10   | ИТА 11   | КИТ Сход | ЯПО      | БРА 13   |          | 22    | 0    |
| 2005  | Panasonic Toyota Racing        | Toyota TF105  | Toyota V10   | M | АВС тест | МАЛ тест | БАХ тест | САН тест | ИСП тест | МОН тест | ЕВР тест | КАН тест | США НС   | ФРА      | ВЕЛ тест | ГЕР тест | ВЕН тест | ТУР тест | ИТА тест | БЕЛ тест | БРА тест | ЯПО тест | КИТ тест | —     | 0    |